# باربارا روتینگ
باربارا روتینگ (آلمانی: Barbara Rütting؛ ‏ ۲۱ نوامبر ۱۹۲۷ – ۲۸ مارس ۲۰۲۰) بازیگر، مؤلف و سیاستمدار و فعال ترویج گیاه‌خواری اهل آلمان بود. وی نویسندهٔ یک کتاب آشپزی غذاهای طبیعی و یک کتاب آشپزی ویژه وگانیسم است.
از فیلم‌ها یا برنامه‌های تلویزیونی که وی در آن نقش داشته است می‌توان به درک، روباه پیر، زمانی برای عشق ورزیدن و زمانی برای مردن، پرونده‌ای برای دو نفر، عملیات کراسبو، کاناریس، هشدار اسکاتلندیارد: ۶ قتل بدون قاتل! و شهر بی‌ترحم اشاره کرد.
وی همچنین برندهٔ جوایزی همچون جایزه فیلم آلمان شده است.